# Confederation Square
Der Confederation Square (franz.: Place de la Conféderation; dt. Übersetzung: Platz der Konföderation) ist ein Platz in Ottawa. Er liegt im Ortsteil Centretown in unmittelbarer Umgebung der Parlamentsgebäude. Als Standort des Nationalen Kriegsdenkmals wird der Confederation Square regelmäßig für offizielle Veranstaltungen genutzt. Die gesamte Anlage ist seit 1984 als nationale historische Stätte klassifiziert.

## Lage und Beschreibung
Der in Form eines Dreiecks angelegte Platz verbindet das nordöstliche Ende der Wellington Street (franz. Rue Wellington) mit der Elgin Street und der Rideau Street. Außerdem stößt die Sparks Street von Südwesten an den Platz. Die zeremonielle Ringroute Confederation Avenue führt über den Platz. Nördlich liegen die Ottawa Locks und das Château Laurier, östlich der Rideau-Kanal und das Government Conference Centre (der ehemalige Hauptbahnhof), südöstlich das National Arts Centre, südwestlich das Hotel Lord Elgin, westlich das Central-Chambers-Gebäude und der Langevin Block sowie nordwestlich der Parlamentshügel.

## Geschichte
Der Platz wurde 1869 angelegt.
1939 wurde das Nationale Kriegsdenkmal eröffnet. Seitdem ist der Platz Zentrum der Feierlichkeiten zum Remembrance Day.

## Verkehr
Durch die Platzierung am Schnittpunkt bedeutender Straßen ist der Confederation Square ein wichtiger Verkehrsknotenpunkt. Er bildet den Hauptschnittpunkt zwischen den Ortsteilen Centretown und Lowertown, die über die unmittelbar anschließende Plaza Bridge angebunden sind.
Zahlreiche Buslinien der OC Transpo bedienen mehrere Halteplätze an der West-, Südwest- und Ostseite des Platzes. Unterhalb des Platzes entsteht derzeit ein Stadtbahntunnel der Confederation Line.